# Ministerul Sănătății (România)
Ministerul Sănătății reprezintă autoritatea de stat în domeniul sănătății publice. Ministrul actual al sănătății este Alexandru Florin Rogobete.

## Istoric
Primele structuri organizate responsabile de sănătate publică au apărut în timpul domniei lui Alexandru Ioan Cuza, când s-a înființat un departament dedicat sănătății în cadrul Ministerului de Interne.
În perioada interbelică, sănătatea publică a căpătat o mai mare importanță și s-a creat Ministrul sănătății publice, muncii și ocrotirii sociale la date de 24 aprilie 1922.
După instaurarea regimului comunist, ministerul a trecut prin numeroase reorganizări, fiind parte integrantă a planurilor economice centrale. În această perioadă, s-au dezvoltat spitale și s-au pus bazele unei rețele de medicină preventivă. 
După 1989, Ministerul Sănătății a fost reorganizat, concentrându-se pe modernizarea infrastructurii și alinierea sistemului de sănătate la standardele internaționale.
Din 28 decembrie până în 19 iunie 2023, ministerul a avut denumirea de Ministerul Sănătății și Familiei.
În ultimele două decenii, ministerul s-a confruntat cu provocări legate de îmbunătățirea accesului la servicii medicale în zonele rurale, modernizarea sistemului medical și gestionarea crizei COVID-19.
Denumiri anterioare:
- Ministerul Sănătății (8 ianuarie 1990 - 28 decembrie 2000)
- Ministerul Sănătății și Familiei (28 decembrie 2000 - 19 iunie 2003)
- Ministerul Sănătății (19 iunie 2003 - 14 aprilie 2006)
- Ministerul Sănătății Publice (14 aprilie 2006 - 7 mai 2012)
- Ministerul Sănătății (7 mai 2012 - prezent)

## Organizare
Următoarele unități se află în subordinea Ministerului Sănătății Publice:
- Direcțiile de sănătate publică județene și a municipiului București
- Serviciile de ambulanță județene și Serviciul de Ambulanță București-Ilfov
- Institutul Național de Sănătate Publică (INSP Arhivat în 27 martie 2024, la Wayback Machine.)
- Institutul Național de Medicină Sportivă (INMS)
- Institutul Național de Transfuzie Sanguină „Prof. Dr. C.T. Nicolau” (INTS)
- Agenția Națională de Transplant (ANT)
- Oficiul Central de Stocare pentru Situații Speciale (OCSSS)
- Registrul Național al Donatorilor Voluntari de Celule Stem Hematopoietice (RCS)
- Spitalul Tichilești (leprozerie)
- Agenția Națională pentru Dezvoltarea Infrastructurii în Sănătate (ANDIS[nefuncțională – arhivă]
)
- Spital (județean, municipal, orășenesc, de specialitate, clinic)
- Institut (național, de urgență, clinic, oncologic)
- Sanatoriu
- Centre Balneoclimaterice
- Institutul Național de Medicină Legală „Prof. Dr. Mina Minovici” (INML-MM)
- Institutul de Medicină Legală (Iași, Cluj-Napoca, Timișoara, Craiova, Târgu Mureș)
- Academia de Științe Medicale (ADSM)
- Centrul Național de Sănătate Mintală și Luptă Antidrog (CNSMLA)
- Institutul Național de Management al Serviciilor de Sănătate (INMSS)
- Agenția Națională a Medicamentului și a Dispozitivelor Medicale din România (ANMDMR)
- Unifarm București
- Antibiotice Iași

| Nr. | Denumire | Județ     | Website                                                                            |
| --- | --- | --------- | ---------------------------------------------------------------------------------- |
| 1   | Spitalul de Recuperare Neuromotorie „Dr. Corneliu Bârsan” Dezna                                                                 | Arad      | https://www.spitaluldezna.ro/                                                      |
| 2   | Spitalul Clinic de Recuperare Medicală Băile Felix                                                                              | Bihor     | https://spitalfelix.ro/                                                            |
| 3   | Spitalul de Psihiatrie și pentru Măsuri de Siguranță Ștei                                                                       | Bihor     | https://www.hpsihiatriestei.ro/                                                    |
| 4   | Sanatoriul de Nevroze Predeal                                                                                                   | Brașov    | https://nevroze-predeal.ro/                                                        |
| 5   | Institutul de Fonoaudiologie și Chirurgie Funcțională ORL „Prof. Dr. Dorin Hociotă”                                             | București | https://ifacforl.ro/                                                               |
| 6   | Institutul Național de Endocrinologie „C. I. Parhon”                                                                            | București | https://parhon.ro/                                                                 |
| 7   | Institutul Național de Neurologie și Boli Neurovasculare                                                                        | București | https://www.innbn-bucuresti.ro/                                                    |
| 8   | Institutul Național pentru Medicină Complementară și Alternativă „Prof. Dr. Florin Brătilă”                                     | București | https://acupuncturainmca.ro/                                                       |
| 9   | Institutul Național de Geriatrie și Gerontologie „Ana Aslan”                                                                    | București | https://ana-aslan.ro/                                                              |
| 10  | Institutul Național de Boli Infecțioase „Prof. dr. Matei Balș“                                                                  | București | https://mateibals.ro/                                                              |
| 11  | Institutul Național de Recuperare, Medicină Fizică și Balneoclimatologie                                                        | București | https://www.inrmfb.ro/ Arhivat în 2 iunie 2024, la Wayback Machine.                |
| 12  | Institutul Oncologic „Prof. dr. Al. Trestioreanu”                                                                               | București | https://iob.ro/                                                                    |
| 13  | Institutul de Urgență pentru Boli Cardiovasculare „Prof. Dr. C.C. Iliescu”                                                      | București | https://cardioiliescu.ro                                                           |
| 14  | Institutul Național pentru Sănătatea Mamei și Copilului „Alessandrescu-Rusescu”                                                 | București | https://www.insmc.ro/                                                              |
| 15  | Institutul de Pneumoftiziologie „Marius Nasta”                                                                                  | București | https://marius-nasta.ro/                                                           |
| 16  | Institutul Național de Diabet, Nutriție și Boli Metabolice „N. C. Paulescu”                                                     | București | https://paulescu.ro/                                                               |
| 17  | Institutul Clinic Fundeni | București | https://icfundeni.ro/                                                              |
| 18  | Spitalul Clinic de Urgență | București | https://www.urgentafloreasca.ro/#!/ Arhivat în 6 aprilie 2025, la Wayback Machine. |
| 19  | Spitalul Clinic de Urgență „Sf. Pantelimon”                                                                                     | București | https://urgentapantelimon.ro/                                                      |
| 20  | Spitalul Clinic de Urgență „Bagdasar-Arseni”                                                                                    | București | https://www.bagdasar-arseni.ro/                                                    |
| 21  | Spitalul Universitar de Urgență                                                                                                 | București | https://www.suub.ro/                                                               |
| 22  | Spitalul Clinic de Urgență Chirurgie Plastică Reparatorie și Arsuri                                                             | București | https://arsuri.ro/                                                                 |
| 23  | Spitalul Clinic de Urgență pentru Copii „Grigore Alexandrescu”                                                                  | București | https://spitalulgrigorealexandrescu.ro/                                            |
| 24  | Spitalul Clinic de Urgență pentru Copii „M.S. Curie”                                                                            | București | https://www.mscurie.ro/                                                            |
| 25  | Spitalul Clinic de Urgență „Sf. Ioan”                                                                                           | București | https://sfib.ro/                                                                   |
| 26  | Spitalul Clinic de Urgențe Oftalmologice                                                                                        | București | https://spitaloftalmologie.ro/                                                     |
| 27  | Centrul Național Clinic de Recuperare Neuropsihomotorie Copii „Dr. N. Robănescu”                                                | București | https://www.recuperarecopii.ro/                                                    |
| 28  | Spitalul de Psihiatrie și pentru Măsuri de Siguranță Săpoca                                                                     | Buzău     | https://hsapoca.ro/                                                                |
| 29  | Institutul Inimii de Urgență pentru Boli Cardiovasculare „N. Stăncioiu”                                                         | Cluj      | https://www.institutulinimii.ro/                                                   |
| 30  | Institutul Oncologic „Prof. Dr. I. Chiricuță”                                                                                   | Cluj      | https://iocn.ro/                                                                   |
| 31  | Institutul Clinic de Urologie și Transplant Renal                                                                               | Cluj      | https://renaltransplant.ro/ro/                                                     |
| 32  | Spitalul Clinic Județean de Urgență Cluj-Napoca                                                                                 | Cluj      | https://scjucluj.ro/                                                               |
| 33  | Institutul Regional de Gastroenterologie și Hepatologie „Prof. Dr. Octavian Fodor” Cluj-Napoca                                  | Cluj      | https://www.irgh.ro/ro/ Arhivat în 25 mai 2024, la Wayback Machine.                |
| 34  | Sanatoriul Balnear și de Recuperare Mangalia                                                                                    | Constanța | https://www.balnear.net/                                                           |
| 35  | Spitalul Clinic de Recuperare, Medicină Fizică și Balneologie Eforie Nord                                                       | Constanța | https://efosan.ro/                                                                 |
| 36  | Sanatoriul Balnear și de Recuperare Techirghiol                                                                                 | Constanța | https://sbtghiol.ro/                                                               |
| 37  | Spitalul de Recuperare Cardiovasculară „Dr. Benedek Geza” Covasna                                                               | Covasna   | https://www.cardiologie-covasna.ro/                                                |
| 38  | Spitalul Clinic Județean de Urgență Craiova                                                                                     | Dolj      | https://www.scjuc.ro/                                                              |
| 39  | Spitalul de Psihiatrie Poiana Mare                                                                                              | Dolj      | https://www.spitalpoianamare.ro/                                                   |
| 40  | Spitalul de Psihiatrie Zam | Hunedoara | https://www.spzam.ro/                                                              |
| 41  | Institutul Regional de Oncologie Iași                                                                                           | Iași      | https://www.iroiasi.ro/                                                            |
| 42  | Institutul de Boli Cardiovasculare „Prof. dr. George I. M. Georgescu”                                                           | Iași      | https://www.cardioiasi.ro/                                                         |
| 43  | Spitalul Clinic Județean de Urgență „Sf. Spiridon”                                                                              | Iași      | https://www.spitalspiridon.ro/                                                     |
| 44  | Spitalul de Psihiatrie și pentru Măsuri de Siguranță Pădureni Grajduri                                                          | Iași      | https://www.spitalgrajduri.ro/                                                     |
| 45  | Institutul de Psihiatrie „Socola”                                                                                               | Iași      | https://socola.eu/                                                                 |
| 46  | Spitalul de Recuperare Borșa | Maramureș | https://www.spitalrecuperare.ro/                                                   |
| 47  | Spitalul Clinic Județean de Urgență Târgu Mureș                                                                                 | Mureș     | https://spitaljudeteanmures.ro/scjm2/                                              |
| 48  | Institutul de Urgență pentru Boli Cardiovasculare și Transplant Târgu Mureș                                                     | Mureș     | https://ibcvt.ro/                                                                  |
| 49  | Sanatoriul Balneoclimateric Bușteni                                                                                             | Prahova   | https://sanatoriulbusteni.ro/                                                      |
| 50  | Institutul de Boli Cardiovasculare Timișoara                                                                                    | Timiș     | https://www.cardiologie.ro/ro/                                                     |
| 51  | Spitalul Clinic Județean de Urgență „Pius Brînzeu” Timișoara                                                                    | Timiș     | https://www.hosptm.ro/                                                             |
| 52  | Centrul Medical de Evaluare, Terapie, Educație Medicală Specifică și Recuperare pentru Copii și Tineri „Cristian Șerban” Buziaș | Timiș     | https://www.ccserban.ro/                                                           |
| 53  | Spitalul de Psihiatrie Gătaia                                                                                                   | Timiș     | https://spitalgataia.ro/                                                           |
| 54  | Spitalul de Psihiatrie și pentru Măsuri de Siguranță Jebel                                                                      | Timiș     | https://www.spitaljebel.ro/                                                        |
| 55  | Institutul Regional de Oncologie Timișoara                                                                                      | Timiș     | -                                                                                  |
| 56  | Spitalul Județean de Urgență „Sf. Pantelimon” Focșani                                                                           | Vrancea   | https://www.spitalvn.ro/                                                           |
| 57  | Spitalul de Psihiatrie Cronici Dumbrăveni                                                                                       | Vrancea   | https://www.spdumbraveni.ro/                                                       |
| 58  | Spitalul „N.N. Săveanu” Vidra                                                                                                   | Vrancea   | https://www.spitalvidra.ro/                                                        |

### Miniștri
De-a lungul celor 30 de ani după revoluție, în fruntea Ministerului Sănătății au fost nu mai puțin de 26 de miniștri, fără a-i enumera pe cei interimari.
Aceștia au făcut parte din diferite partide politice sau au fost independenți și au ajuns în fruntea ministerului în funcție de partidul/alianța care a fost la putere în perioada respectivă.
| Nr.  | Nume                     | Mandat            | Mandat            | Partid      | Cabinet               |
| ---- | ------------------------ | ----------------- | ----------------- | ----------- | --------------------- |
| 1    | Dan Enăchescu            | 26 decembrie 1989 | 28 iunie 1990     | FSN         | Roman I               |
| 2    | Bogdan Marinescu         | 28 iunie 1990     | 16 octombrie 1991 | FSN         | Roman II              |
| 3    | Mircea Maiorescu         | 16 octombrie 1991 | 19 noiembrie 1992 | Independent | Stolojan              |
| 4    | Iulian Mincu             | 19 noiembrie 1992 | 23 august 1996    | FDSN/PDSR   | Văcăroiu              |
| 5    | Daniela Bartoș           | 23 august 1996    | 12 decembrie 1996 | FDSN/PDSR   | Văcăroiu              |
| 6    | Ștefan Drăgulescu        | 12 decembrie 1996 | 5 decembrie 1997  | PNȚCD       | Ciorbea               |
| 7    | Ion Victor Bruckner      | 5 decembrie 1997  | 17 aprilie 1998   | Independent | Ciorbea               |
| 8    | Francisc Bárányi         | 17 aprilie 1998   | 24 iunie 1998     | UDMR        | Vasile                |
| -    | Valeriu Stoica           | 24 iunie 1998     | 10 iulie 1998     | PNL         | Vasile                |
| 9    | Gábor Hajdu              | 10 iulie 1998     | 28 decembrie 2000 | UDMR        | Vasile și Isărescu    |
| (5)  | Daniela Bartoș           | 28 decembrie 2000 | 19 iunie 2003     | PSD         | Năstase               |
| 10   | Mircea Beuran            | 19 iunie 2003     | 20 octombrie 2003 | PSD         | Năstase               |
| -    | Ionel Blănculescu        | 20 octombrie 2003 | 27 noiembrie 2003 | PSD         | Năstase               |
| 11   | Ovidiu Brânzan           | 27 noiembrie 2003 | 28 decembrie 2004 | PSD         | Năstase               |
| 12   | Mircea Cinteză           | 28 decembrie 2004 | 22 august 2005    | PNL         | Tăriceanu             |
| 13   | Eugen Nicolăescu         | 22 august 2005    | 22 decembrie 2008 | PNL         | Tăriceanu             |
| 14   | Ion Bazac                | 22 decembrie 2008 | 1 octombrie 2009  | PSD         | Boc I                 |
| -    | Adrian Videanu           | 1 octombrie 2009  | 23 decembrie 2009 | PDL         | Boc I                 |
| 15   | Attila Cseke             | 23 decembrie 2009 | 17 august 2011    | UDMR        | Boc II                |
| 16   | Ladislau Ritli           | 17 august 2011    | 7 mai 2012        | UDMR        | Boc II și Ungureanu   |
| 17   | Vasile Cepoi             | 7 mai 2012        | 1 octombrie 2012  | Independent | Ponta I               |
| -    | Raed Arafat              | 1 octombrie 2012  | 2 octombrie 2012  | Independent | Ponta I               |
| -    | Victor Ponta             | 2 octombrie 2012  | 8 noiembrie 2012  | PSD         | Ponta I               |
| 18   | Raed Arafat              | 8 noiembrie 2012  | 21 decembrie 2012 | Independent | Ponta I               |
| (13) | Eugen Nicolăescu         | 21 decembrie 2012 | 26 februarie 2014 | PNL         | Ponta II              |
| -    | Nicolae Bănicioiu        | 26 februarie 2014 | 5 martie 2014     | PSD         | Ponta II              |
| 19   | Nicolae Bănicioiu        | 5 martie 2014     | 17 noiembrie 2015 | PSD         | Ponta III și Ponta IV |
| 20   | Patriciu Achimaș-Cadariu | 17 noiembrie 2015 | 9 mai 2016        | Independent | Cioloș                |
| -    | Dacian Cioloș            | 9 mai 2016        | 20 mai 2016       | Independent | Cioloș                |
| 21   | Vlad Voiculescu          | 20 mai 2016       | 4 ianuarie 2017   | Independent | Cioloș                |
| 22   | Florian Dorel Bodog      | 4 ianuarie 2017   | 29 ianuarie 2018  | PSD         | Grindeanu și Tudose   |
| 23   | Sorina Pintea            | 29 ianuarie 2018  | 4 noiembrie 2019  | PSD         | Dăncilă               |
| 24   | Victor Costache          | 4 noiembrie 2019  | 26 martie 2020    | PNL         | Orban I și Orban II   |
| 25   | Nelu Tătaru              | 26 martie 2020    | 23 decembrie 2020 | PNL         | Orban II              |
| (21) | Vlad Voiculescu          | 23 decembrie 2020 | 14 aprilie 2021   | USR-PLUS    | Cîțu                  |
| -    | Florin Cîțu              | 14 aprilie 2021   | 21 aprilie 2021   | PNL         | Cîțu                  |
| 26   | Ioana Mihăilă            | 21 aprilie 2021   | 8 septembrie 2021 | USR-PLUS    | Cîțu                  |
| -    | Attila Cseke             | 8 septembrie 2021 | 25 noiembrie 2021 | UDMR        | Cîțu                  |
| 27   | Alexandru Rafila         | 25 noiembrie 2021 | 23 iunie 2025     | PSD         | Ciucă și Ciolacu      |
| 28   | Alexandru Rogobete       | 23 iunie 2025     | prezent           | PSD         | Bolojan               |

### Comisii de specialitate
Comisiile de specialitate ale Ministerului Sănătății sunt grupuri consultative de experți care oferă sprijin științific, profesional și metodologic pentru coordonarea rețelei de asistență medicală.
- - Comisia de alergologie și imunologie clinică
  - Comisia de anatomie patologică
  - Comisia de anestezie și terapie intensivă
  - Comisia de boli infecțioase
  - Comisia de cardiologie
  - Comisia de cardiologie pediatrică
  - Comisia de chirurgie cardiovasculară
  - Comisia de chirurgie generală
  - Comisia de diabet zaharat, nutriție și boli metabolice
  - Comisia de epidemiologie
  - Comisia de igienă
  - Comisia de medicină de laborator
  - Comisia de nefrologie pediatrică
  - Comisia de neurologie pediatrică
  - Comisia de oftalmologie
  - Comisia de oncologie și hematologie pediatrică
  - Comisia de pediatrie
  - Comisia de pneumologie
  - Comisia de pneumologie pediatrică
  - Comisia de chirurgie pediatrică
  - Comisia de chirurgie toracică
  - Comisia de gastroenterologie
  - Comisia de genetică medicală
  - Comisia de medicină de familie
  - Comisia de medicina muncii
  - Comisia de microbiologie medicală
  - Comisia de neurologie
  - Comisia de neurochirurgie
  - Comisia de oncologie medicală
  - Comisia de ortopedie pediatrică
  - Comisia de radioterapie
  - Comisia de hematologie
  - Comisia de chirurgie plastică, estetică și microchirurgie reconstructivă
  - Comisia de sănătate publică și management
  - Comisia de bioetică
  - Comisia de dermatovenerologie
  - Comisia de geriatrie și gerontologie
  - Comisia de farmacologie clinică, toxicoligie și toxicodependență
  - Comisia de chirurgie orală și maxilo-facială
  - Comisia de radiologie - imagistică medicală
  - Comisia de endocrinologie
  - Comisia de medicină fizică și de reabilitare
  - Comisia de medicină legală
  - Comisia de chirurgie vasculară
  - Comisia de psihiatrie pediatrică
  - Comisia de psihiatrie
  - Comisia de urologie
  - Comisia de ortopedie și traumatologie
  - Comisia de medicină alternativă
  - Comisia de medicină personalizată
  - Comisia de medicină de urgență
  - Comisia de gastroenterologie pediatrică
  - Comisia de medicină internă
  - Comisia de oncologie
  - Comisia de nefrologie
  - Comisia de obstetrică-ginecologie
  - Comisia de neonatologie
  - Comisia de reumatologie
  - Comisia de medicină nucleară
  - Comisia de chirurgie dento-alveolară
  - Comisia de stomatologie generală
  - Comisia de pedodonție
  - Comisia de ortodonție și ortopedie dento-facială
  - Comisia de parodontologie
  - Comisia de endodonție
  - Comisia de chirurgie stomatologică și maxilo-facială
  - Comisia de protetică dentară
  - Comisia de otorinolaringologie
  - Grupul tehnic de lucru multidisciplinar pentru managementul pacienților cu arsuri
  - Subcomisia pentru asigurarea controlului tuberculozei
  - Subcomisia pentru produse
  - Subcomisia de medicină școlară
  - Subcomisia de chirurgie oncologică
  - Subcomisia de terapii celulare
  - Subcomisia de îngrijiri paliative
  - Subcomisia de medicină transfuzională

## Programe naționale de sănătate
Începând cu 1 aprilie 2022, Ministerul Sănătății derulează și finanțează 13 programe naționale:
1. Programul național de vaccinare;
2. Programul național de supraveghere și control al bolilor transmisibile prioritare;
3. Programul național de prevenire, supraveghere și control al infecției HIV/SIDA;
4. Programul național de prevenire, supraveghere și control al tuberculozei;
5. Programul național de monitorizare a factorilor determinanți din mediul de viață și muncă;
6. Programul național de securitate transfuzională;
7. Programul național de screening organizat pentru boli cronice cu impact asupra sănătății publice;
8. Programul național de sănătate mintală și profilaxie în patologia psihiatrică;
9. Programul național de transplant de organe, țesuturi și celule de origine umană;
10. Programul național de evaluare a statusului vitaminei D prin determinarea nivelului seric al 25-OH vitaminei D la persoanele din grupele de risc;
11. Programul național de tratament dietetic pentru boli rare;
12. Programul național de evaluare și promovare a sănătății și educație pentru sănătate;
13. Programul național de sănătate a femeii și copilului.

## Programul Național Stop Fumat
Programul Național Stop Fumat a fost creat în 2007 de către Ministerul Sănătății pentru a oferi persoanelor care fumează un tratament complet. Acesta include:
- O linie telefonică cu apel gratuit (sau TelVerde: 0800 878 673) unde persoanele primesc mai multe detalii despre renunțarea la fumat.
- Întâlniri periodice cu un psiholog pentru consiliere psihologică privind renunțarea la fumat.
- Acces gratuit la medicamente ce ușurează procesul de renunțare la fumat.

În primii 9 ani de existență, programul a avut peste 100.000 de participanți cu o rată de succes a tratamentului de 60%.

### Efecte
Fumatul poate cauza:
- Boli pulmonare
- Boli coronariene
- Boli ale sistemului nervos central
- Boli ale sistemului circulator
- Boli de gură, faringe și esofag
- Boli de stomac
- Ostoporoză

Fumatul afectează:
- Pancreasul
- Căile urinare
- Pielea și dinții
- Sistemul reproductiv

### Nivele de dependență
| Nr.                                           | Întrebare | Răspuns negativ (puncte) | Răspuns pozitiv (puncte) |
| --------------------------------------------- | --- | --- | --- |
| 1                                             | Este fumatul parte din identitatea ta/ din ceea ce ești?                                                                                      | Nu (0) | Da (2) |
| 2                                             | Este fumatul parte din felul în care te văd ceilalți?                                                                                         | Nu (1) | Da (2) |
| 3                                             | Te poți imagina ca nefumător? | Nu (3) | Da (0) |
| 4                                             | Ai simțit vreodată nevoia puternică de a fuma o țigară (sentimentul că nu mai poți dacă nu fumezi atunci)?                                    | Nu (0) | Da (1) |
| 5                                             | Cât de repede după ce te trezești simți nevoia să fumezi o țigară?                                                                            | - mai puțin de 15 minute (3) - 15-30 minute (2) - 30-60 minute (2) - 1-3 ore (1) - mai mult de 3 ore, dar mai puțin de o zi (1) - mai mult de o zi (0) | - mai puțin de 15 minute (3) - 15-30 minute (2) - 30-60 minute (2) - 1-3 ore (1) - mai mult de 3 ore, dar mai puțin de o zi (1) - mai mult de o zi (0) |
| 6                                             | Ți se întâmplă să eviți anumite locuri, întrucât acolo nu se poate fuma și ar fi dificil pentru tine să petreci mai multe ore fără să fumezi? | Nu (0) | Da (1) |
| 7                                             | Te îngrijorezi uneori că vei rămâne fără țigări?                                                                                              | Nu (0) | Da (1) |
| 8                                             | Dacă mai ai puține țigări, ți se întâmplă să te gândești că e nevoie să mai faci rost și repede?                                              | Nu (0) | Da (1) |
| 9                                             | Cu cât fumezi mai mult acum față de momentul în care te-ai apucat prima oară de fumat?                                                        | - cu mult mai mult (1) - cu puțin mai mult (0) - foarte rar mai fumez câte o țigară (0)                                                                | - cu mult mai mult (1) - cu puțin mai mult (0) - foarte rar mai fumez câte o țigară (0)                                                                |
| 10                                            | Funcționezi mai bine după ce ai fumat prima țigară din zi?                                                                                    | Nu (0) | Da (1) |
| 11                                            | Este fumatul un obicei pentru tine? | Nu (0) | Da (2) |
| 12                                            | Ți se întâmplă să fumezi fără să te gândești la asta, în timp ce ești cu cineva, lucrezi sau ca parte din rutina ta?                          | Nu (0) | Da (3) |
| Nivel ușor de depdență                        | Nivel ușor de depdență | 0 - 3 puncte | 0 - 3 puncte |
| Nivel mediu de dependență                     | Nivel mediu de dependență | 4 - 6 puncte | 4 - 6 puncte |
| Nivel ridicat și foarte ridicat de dependență | Nivel ridicat și foarte ridicat de dependență                                                                                                 | 7 - 25 puncte | 7 - 25 puncte |

Nivel ușor de dependență
Acest nivel indică o dependență redusă de fumat. Persoanele din această categorie nu fumează zilnic și nu simt nevoia de a fuma imediat după ultima țigară. Lipsa țigărilor nu creează un disconfort semnificativ, iar fumatul nu este perceput ca parte integrantă a identității lor.
Nivel mediu de dependență
Un nivel moderat de dependență implică fumat aproape zilnic și apariția unor momente ocazionale de îngrijorare legate de lipsa țigărilor. Totuși, persoanele din această categorie pot amâna pentru câteva ore prima țigară după trezire. Dependența poate crește treptat în intensitate dacă fumatul devine mai frecvent.
Nivel ridicat și foarte ridicat de dependență
La acest nivel, fumatul este o activitate zilnică indispensabilă. Persoanele resimt frecvent nevoia de a fuma, iar perioadele fără țigări devin greu de tolerat. Dependența este puternic înrădăcinată, iar țigările sunt percepute ca necesare pentru starea de bine și echilibru.